# Egyistenhit

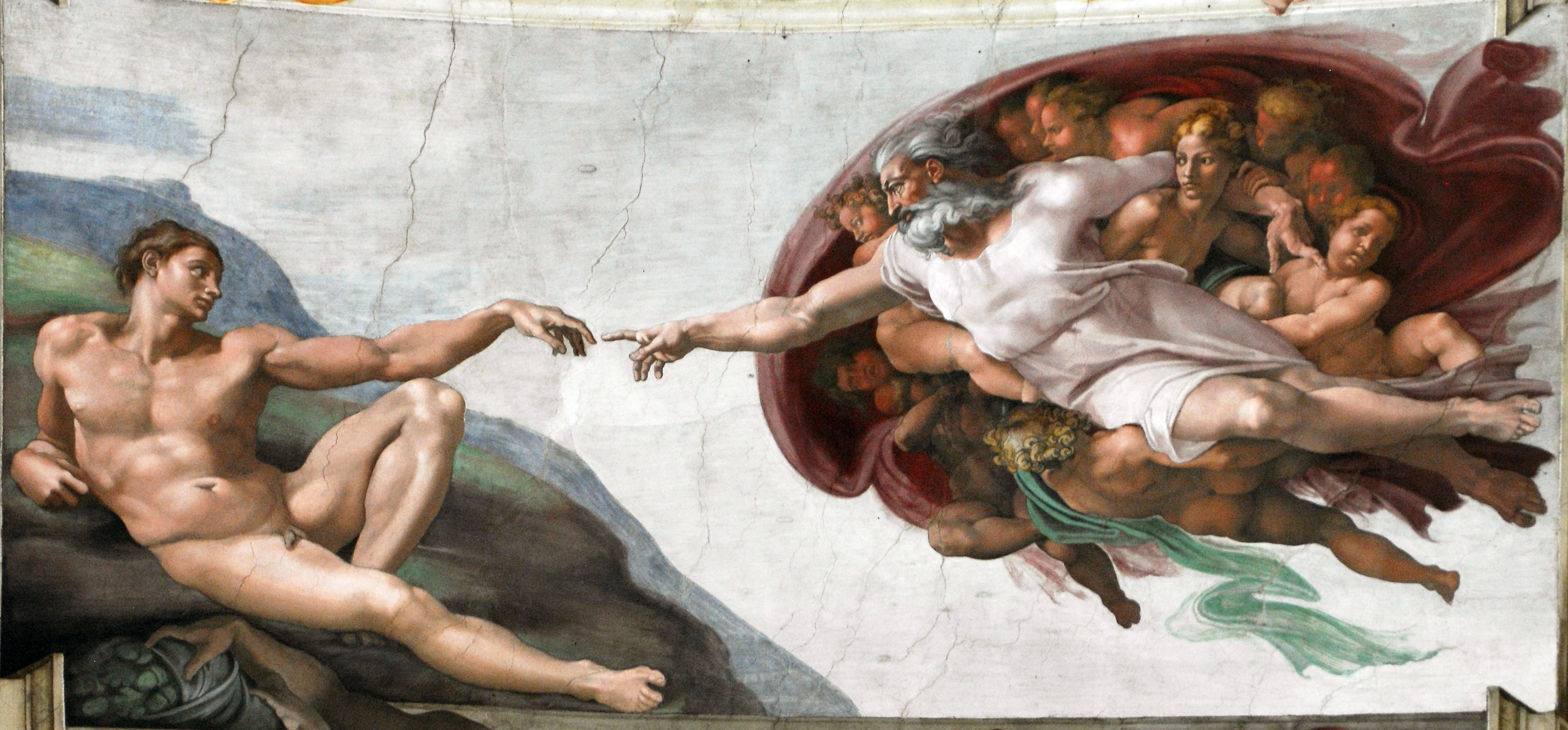
Michelangelo Buonarroti: részlet a Sixtus-kápolnából – Ádám teremtése (1509–1510)

Az egyistenhit vagy monoteizmus az egyetlen, élő, és személyes Istenbe vetett hit, illetve a róla szóló tanítás. Ellentéte a többistenhit. A Föld lakosságának mintegy fele tartozik a három nagy monoteista vallás (Ábrahámi vallások) valamely csoportjához, ezek a zsidó vallás, a kereszténység és az iszlám.

## Történet

### Ókor
A monoteizmus megjelenése az i. e. 3. évezredig vezethető vissza. A kristályosodási folyamat, mely szerint a félistenek (kisebb istenek) a legnagyobb Isten megnyilvánulásai, a hinduizmus korai fázisaiban is megfigyelhető. A kutatók megállapították, hogy a világ örökkévaló urának képzete az ősi indiaiaknál, kínaiaknál, görögöknél, sőt még egyes természeti népeknél önállóan is előfordult.
Az egyistenhit bizonyított jelei már az ókori Egyiptomban is megtalálhatók. Ehnaton fáraó (i. e. kb. 1367–1350) nevéhez fűződik az Amarna-reform, amelynek során Aton istent ruházták fel az egyetlen isten rangjával. Van olyan elképzelés, amely szerint a többistenhívő panteonok alapvetően korai monoteizmusokból alakultak ki, sőt Étienne Drioton szerint a henoteizmus is „látens monoteizmus”.
Az egyistenhit előzménye, az ún. henoteizmus megjelent a vaskori Dél-Ázsiában is (i. e. 1200–) a védikus időszakban. Az ősi hindu teológia monista volt, de az imádatban nem volt szigorúan egyistenhívő, mert továbbra is fenntartotta sok isten létét, akiket a legfelsőbb lény, Brahman aspektusaként hirdettek.
Legtisztább formájában azonban a szemita zsidóknál jelent meg a Közel-Keleten az i. e. 2. évezred közepén-végén. A monoteizmus legősibb könyve a Tóra, Mózes első öt könyve. Ennek a kiterjesztése a Talmud. A héber Bibliához (zsidó szentírás) még számos további könyv tartozik. Ennek az 1. században kibővített változata a kereszténység szent könyve, a Biblia.
Az i. e. 1. évezredtől kezdve a zoroasztriánusok mindenekelőtt az egy Isten felsőbbrendűségében hittek: Ahura Mazdában mint „Mindennek Teremtőjében”, aki a legfőbb lény mindenki más előtt.  Mindazonáltal a zoroasztrizmus nem volt szigorúan monoteista, mert más jazatákat is tisztelt Ahura Mazdá mellett.
Számos ókori görög filozófus, köztük Xenophanész és Antiszthenész hitt egy politeista monizmusban, amely némi hasonlóságot mutat a monoteizmushoz.

### Középkor
Az iszlám vallás szent könyve, a jóval későbbi Korán (7. század), jelentős elemeket tartalmaz a Bibliából.

## Monoteista vallások

### Ábrahámi vallások
- zsidó vallás
- mandeusok vagy „szábeusok”
- kereszténység
- iszlám
- bahá'í
- drúzok

### Más egyistenhitek
- vaisnavizmus
- kaodaizmus
- manicheizmus
- mormonizmus
- rasztafariánus mozgalom
- szikhizmus
- unitárius vallás
- yazdânizmus – kurdok
- zoroasztrizmus